# Stummelschwanzaale
Als Stummelschwanzaale (Cyematidae) wurden im Deutschen zwei Fischarten aus der Ordnung der Aalartigen (Anguilliformes) bezeichnet. Die zwei Arten sind jedoch nicht so nah miteinander verwandt, dass sie zusammen in eine Familie gestellt werden können, und gehören heute zwei verschiedenen Familien an.

## Merkmale
Der Körper der Stummelschwanzaale ist relativ kurz, nur 13 bis 16 Zentimeter lang und seitlich abgeflacht. Sie haben weniger Merkmale reduziert als andere Pelikanaalartige. Rücken- und Afterflosse stehen einander symmetrisch gegenüber. Eine Schwanzflosse ist vorhanden, die Spitze ist stumpf. Die Maxillare ist vorhanden. Die Kiemenöffnungen sind sehr klein und stehen weit unten. Ein Seitenlinienorgan fehlt. Die Augen sind klein bis rudimentär. 

## Arten
Die Familie umfasst nur zwei (monotypische) Gattungen mit je einer Art. Beide Arten leben bathypelagisch in der Tiefsee. 
| Wissenschaftlicher Name           | Bild | Verbreitung                           | Sonstiges |
| --------------------------------- | ---- | ------------------------------------- | --- |
| Cyema atrum Günther, 1878         |      | Weltweit in Tiefen von 330 – 5100 m.  | Schwarzer Körper, durchschnittlich 13 cm lang, Ober- und Unterkiefer stehen bogenförmig auseinander und können nicht geschlossen werden. |
| Neocyema erythrosoma Castle, 1978 |      | Südöstlicher und nördlicher Atlantik. | Pfeilförmiger, leuchtend roter Körper, 16 cm lang. Möglicherweise neotenisch.                                                            |